# Царство Јована Ненада
Царство Јована Ненада је историографски назив за краткотрајну српску државу која је настала након војног пораза Краљевине Угарске на Мохачу 1526. године, а постојала је до 1527. када је њена територија већим делом потпала под угарску, а мањим под турску власт. Обухватала је највећи део Бачке, као и делове Баната и Срема. Ова држава се у историографији назива и српским царством, по титули њеног оснивача и јединог владара, самозваног српског цара Јована Ненада, који је столовао у Суботици.

## Историја

### Оснивање
Српско царство у Панонској низији основао је Јован Ненад, српски хајдук и плаћеник, рођен у Липову у Банату, који је са својом војском протерао Турке из Бачке, као и делова Срема и Баната. На бившем поседу једног угарског феудалца, у насељу Сабатка (данашња Суботица) он организује свој двор и ту се крунише за српског цара. За главног војсковођу своје војске која је из дана у дан све више расла изабрао је Радослава Челника (каснијег војводу Сремског војводства), за изасланика код страних владара школованог протестанта Фабијана Литерата, а за палатина и благајника племића Суботу Врлића, родом из Јагодине, по коме је Суботица вероватно добила име.

### Губитак Суботице
Српско царство убрзо је напао Валентин Терек, угарски великаш на чијем бившем поседу је организован царски двор Јована Ненада. Валентин нападне Суботицу и освоји је. После тога Цар Јован пренесе престоницу у Сегедин. Фердинанд I је припремао војску за напад на Јована Запољу, који је хтео преузети власт у Угарској. Јован Ненад је у први мах пристао уз Запољу, али угарски племићи, чија је бивша имања по Бачкој Ненад присвојио, удаљише Запољу од њега, те он почетком 1527. године пристане уз Фердинанда. Борбе око угарског престола сматрао је Цар Јован Ненад само привременим занимањем, а главним задатком сматрао је борбу против Турака за ослобођење српских земаља.

### Рат са Јованом Запољом
Јован Запоља је слао једну војску за другом против Цара Јована Ненада, да га уништи пре Фердинандова доласка у Угарску. Прву Запољину војску под вођством Владислава Чакија Цар победи, а у бици је погинуо и сам Владислав. После тога Запоља пошаље војску под вођством ердељског војводе Петра Перињија, али и ту војску Цар победи на Селешу, у чувеној Селешкој бици. Трећи напад поново изведе Перињи са читавом војском Трансилваније и горње Угарске. У крвавом окршају на Седфалском пољу, цар изгуби око 8.000 војника и ту победи Перињи. У року од месец дана цар се опет прибрао од страшног пораза и попунио је проређене редове својих чета. У то време је ушла у Угарску и Фердинандова војска, те Цар Јован крене њој у сусрет. Успут је свратио у Сегедин, где га из заседе смртно рани пушчаним зрном лично стари непријатељ Валентин Терек.

### Пад Ненадовог царства
Цар убрзо након рањавања умире. Цела је тада Угарска, јула 1527. године, свечано прославила смрт Јована Ненада, умишљеног српског божијег посланика, а њиховог заклетог непријатеља и отпадника.
Убрзо након тога, Фердинад се сукоби са Запољином војском, проређеном и измореном од силних окршаја са Србима. После тога, територија Ненадовог царства је пала под власт Фердинанда, а дотадашњи заповедник војске Јована Ненада, Радослав Челник је пришао Турцима и добио поседе у Срему. Тада је основао вазално Сремско војводство, државу политичку наследницу Ненадовог српског царства.

## Уређење царства
На челу државе се налазио цар. Он је имао неограничену власт. У свом двору је именовао витезове, делио признања, сакупљао новац и као војвода заповедао царском гардом од 600 јаничара. Двор је био са свим обележјима тадашњег угарског двора. Цар је имао свог палатина, ризничара, личног секретара и изасланике код страних дворова. Располагао је са 15.000 војника. Пљачкање феудалних имања и дељење бивше властелинске земље сељацима, учинили су да покрет Јована Ненада буде цењен у народу. Од плена из ових пљачки цар је покушавао да редовно плаћа своје војнике.

## Значај царства Јована Ненада
Главна заслуга цара Јована лежи у томе што је он први дошао на мисао да на земљишту јужне Панонске низије створи засебну територију словенског карактера. Он је ту мисао и остварио, те је тиме постао зачетник идеје Српске Војводине. Његовом смрћу, уништена је и његова творевина, али идеја, коју је он унео међу Србе у Панонској низији, није више могла да се уништи. Ипак, главна идеја Ненадовог деловања било је ослобођење српских земаља и обнова Српског царства. Његова је коначна трагедија нужно произашла из противречности да је неко ко је сматрао себе божијим послаником организовао државу и знатну војну силу на земљи око које су се тада спорили Угри, Турци и Хабзбурзи, са циљем да ослободи свој православни народ на Балкану, све до турске престонице.
- Царство Јована Ненада